# Галерија грбова Колумбије
Галерија грбова Колумбије обухвата актуелни Грб Колумбије, историјске грбове Колумбије и грбове колумбијских департмана.

## Актуелни Грб Колумбије
- Грб Колумбије

## Историјски грбови Колумбије
- Грб Нове Гранаде 1717-1819
- Грб Нове Гранаде 1815-1816
- Грб Велике Колумбије
(1819–1820)
- Грб Велике Колумбије
(1820–1821)
- Грб Велике Колумбије
(1821–1830)
- Грб Републике Нова Гранада
(1830–1834)
- Грб Републике Нова Гранада
(1834–1861)
- Грб Уједињених земаља Колумбије
(1861–1886)
- Грб Колумбије
(1886–1924)

## Грбови колумбијских департмана
- Грб Департман Амазонас
- Грб Департман Антиокија
- Грб Департман Араука
- Грб Департман Атлантико
- Грб Департман Боливар
- Грб Департман Бојака
- Грб Департман Калдас
- Грб Департман Какета
- Грб Департман Касанаре
- Грб Департман Каука
- Грб Департман Сесар
- Грб Департман Чоко
- Грб Департман Кордоба
- Грб Департман Кундинамарка
- Грб Департман Гваинија
- Грб Департман Гвавијаре
- Грб Департман Уила
- Грб Департман Гвахира
- Грб Департман Гвахира
- Грб Департман Мета
- Грб Департман Нарињо
- Грб Департман Норте де Сантандер
- Грб Департман Путумајо
- Грб Департман Киндио
- Грб Департман Рисаралда
- Грб Департман Сан Андрес и Провиденсија
- Грб Департман Сантандер
- Грб Департман Сукре
- Грб Департман Толима
- Грб Ваље дел Каука
- Грб Департман Ваупес
- Грб Департман Вичада
- Грб Дистрикт главног града Богота

## Грбови општина департмана Амазонас
- Грб општине Летисија
- Грб општине Порто Нарињо

## Грбови општина департмана Антиокија
- Грб општине Амага
- Грб општине Андес
- Грб општине Бетанија
- Грб општине Бетулија
- Грб општине Каиседо
- Грб општине Караманта
- Грб општине Сијудад Боливар
- Грб општине Конкордија
- Грб општине Фредонија
- Грб општине Хардин
- Грб општине Херико
- Грб општине Пуеблорико
- Грб општине Монтабељо
- Грб општине Салгар
- Грб општине Санта Барбара (Колумбија)
- Грб општине Тамесис
- Грб општине Титириби
- Грб општине Венесија
- Грб општине Валпараисо
- Грб општине Урао
- Грб општине Абехорал
- Грб општине Алехандрија
- Грб општине Аргелија
- Грб општине Кармен де Виборал
- Грб општине Консепсион
- Грб општине Ел Пењол
- Грб општине Ел Сантуарио
- Грб општине Гранада (Колумбија)
- Грб општине Гуарне
- Грб општине Гуатапе
- Грб општине Ла Унион
- Грб општине Мариниља
- Грб општине Нарињо
- Грб општине Ретиро
- Грб општине Рионегро
- Грб општине Сан Карлос
- Грб општине Сан Висенте
- Грб општине Сонсон
- Грб општине Анори
- Грб општине Сан Роке
- Грб општине Санто Доминго (Колумбија)
- Грб општине Сеговија (Колумбија)
- Грб општине Вегачи
- Грб општине Јоломбо
- Грб општине Ангостура
- Грб општине Белмира
- Грб општине Брисењо
- Грб општине Кампаменто
- Грб општине Каролина дел Принципе
- Грб општине Дон Матијас
- Грб општине Итуанго
- Грб општине Сан Андрес де Серкија
- Грб општине Сан Хосе де ла Монтања
- Грб општине Санта Роса де Осос
- Грб општине Толедо (Колумбија)
- Грб општине Јарумал
- Грб општине Санта Фе де Антиокија
- Грб општине Анза
- Грб општине Дабеида
- Грб општине Ебехико
- Грб општине Еликонија
- Грб општине Сабаналарга
- Грб општине Сан Херонимо
- Грб општине Сопетран
- Грб општине Урамита
- Грб општине Кавкасија
- Грб општине Ел Багре
- Грб општине Нечи
- Грб општине Касерес(Колумбија)
- Грб општине Сарагоса (Колумбија)
- Грб општине Јондо
- Грб општине Порто Берио
- Грб општине Карасоли
- Грб општине Порто Наре
- Грб општине Порто Триунфо
- Грб општине Апартадо
- Грб општине Карепа
- Грб општине Чигородо
- Грб општине Мутата
- Грб општине Сан Хуан де Ураба
- Грб општине Турбо (Колумбија)
- Грб општине Барбоса (Колумбија)
- Грб општине Бељо
- Грб општине Калдас
- Грб општине Копакабана
- Грб општине Енвигадо
- Грб општине Ђирардота
- Грб општине Итагуи
- Грб општине Ла Естреља
- Грб општине Медељин
- Грб општине Сабането

## Грбови општина департмана Араука
- Грб општине Араука
- Грб општине Краво Норте
- Грб општине Фортул
- Грб општине Саравена
- Грб општине Таме

## Грбови општина департмана Атлантико
- Грб општине Бараноа
- Грб општине Баранкиља
- Грб општине Кампо де ла Круз
- Грб општине Хуан де Акоста
- Грб општине Пиохо
- Грб општине Понедера
- Грб општине Рапелон
- Грб општине Сабаналарга
- Грб општине Санто Томас
- Грб општине Соледад
- Грб општине Усиакури

## Грбови општина департмана Боливар
- Грб општине Баранко де Лоба
- Грб општине Ел Кармен де Боливар
- Грб општине Картахена де Индијас
- Грб општине Маганге
- Грб општине Махатес
- Грб општине Маргарита
- Грб општине Марија ла Баха
- Грб општине Санта Круз де Момпокс
- Грб општине Моралес
- Грб општине Нороси
- Грб општине Ел Пењон
- Грб општине Сан Хакинто
- Грб општине Сан Хуан Непомусено
- Грб општине Сан Пабло
- Грб општине Турбако
- Грб општине Виланова
- Грб општине Санта Роса дел Сур

## Грбови општина департмана Бојака
- Грб општине Сусаита
- Грб општине Мотавита
- Грб општине Оисата
- Грб општине Тока
- Грб општине Туња
- Грб општине Вентакемада
- Грб општине Боавита
- Грб општине Сан Матео
- Грб општине Сусасон
- Грб општине Типасок
- Грб општине Буенависта
- Грб општине Чикинкира
- Грб општине Сутатенца
- Грб општине Чискас
- Грб општине Ел Кокуј
- Грб општине Ел Еспино
- Грб општине Гуакамајас
- Грб општине Гуикан
- Грб општине Валпараисо
- Грб општине Панкеба
- Грб општине Лабранцагранде
- Грб општине Бербео
- Грб општине Кампохермосо
- Грб општине Мирафлорес
- Грб општине Цетакира
- Грб општине Бојака
- Грб општине Сиенега
- Грб општине Хенесано
- Грб општине Нуево Колон
- Грб општине Рондон
- Грб општине Тибана
- Грб општине Гарагоа
- Грб општине Масанал
- Грб општине Сан Луис де Гасено
- Грб општине Моникира
- Грб општине Сутамарчан
- Грб општине Тогуи
- Грб општине Вила де Лејва
- Грб општине Акитанија
- Грб општине Фиравитоба
- Грб општине Гамеза
- Грб општине Иза
- Грб општине Нобса
- Грб општине Песка
- Грб општине Согамосо
- Грб општине Белен
- Грб општине Бусбанца
- Грб општине Дуитама
- Грб општине Флореста
- Грб општине Паипа
- Грб општине Санта Роса де Виртебо
- Грб општине Чита (Колумбија)
- Грб општине Сокота
- Грб општине Кубара
- Грб општине Порто Бојака

## Грбови општина департмана Калдас
- Грб општине Агуадас
- Грб општине Ансерма
- Грб општине Аранзазу
- Грб општине Чинчина
- Грб општине Филаделфија (Колумбија)
- Грб општине Ла Дорада
- Грб општине Ла Мерсед
- Грб општине Манисалес
- Грб општине Мансанарес
- Грб општине Мармато
- Грб општине Маркеталија
- Грб општине Маруланда
- Грб општине Неира
- Грб општине Норкасија
- Грб општине Пакора
- Грб општине Пенсилванија (Колумбија)
- Грб општине Риосусио
- Грб општине Рисаралда
- Грб општине Саламина
- Грб општине Самана
- Грб општине Супија
- Грб општине Викторија (Колумбија)
- Грб општине Виљамарија